# Cap Dufferin
Le cap Dufferin est un cap de la péninsule d'Ungava situé dans la baie d'Hudson. Ce point se trouve à 40 kilomètres au nord-ouest du village d'Inukjuak.

## Toponymie
Le nom est officialisé le 27 juin 1945. Le cap est nommé en l'honneur de Frederick Temple Blackwood, comte de Dufferin et gouverneur général du Canada de 1872 à 1878.

## Géographie
Le cap Dufferin s'élève à seulement quelques mètres de hauteur. Il est précisément situé à l'extrémité ouest de l'île McCormark, dans les îles Hopewell. Cet archipel se trouve à seulement 3 kilomètres des côtes du Québec, mais la frontière entre le Nunavut et le Québec considère ces îles sous juridiction nunavutienne.
Le cap représente le point nord de l'arc Nastapoka.